# Bodåsens naturreservat
Bodåsen är ett naturreservat i Nordanstigs kommun i Hälsingland.
Området ligger ca 10 km sydväst om Bergsjö strax öster och söder om sjön Lomman. Området består mest av västlig taiga samt områden med välvda mossar, fattiga och intermediära kärr samt gungflyn. Området är ca 57 ha stort och bildades 2003.

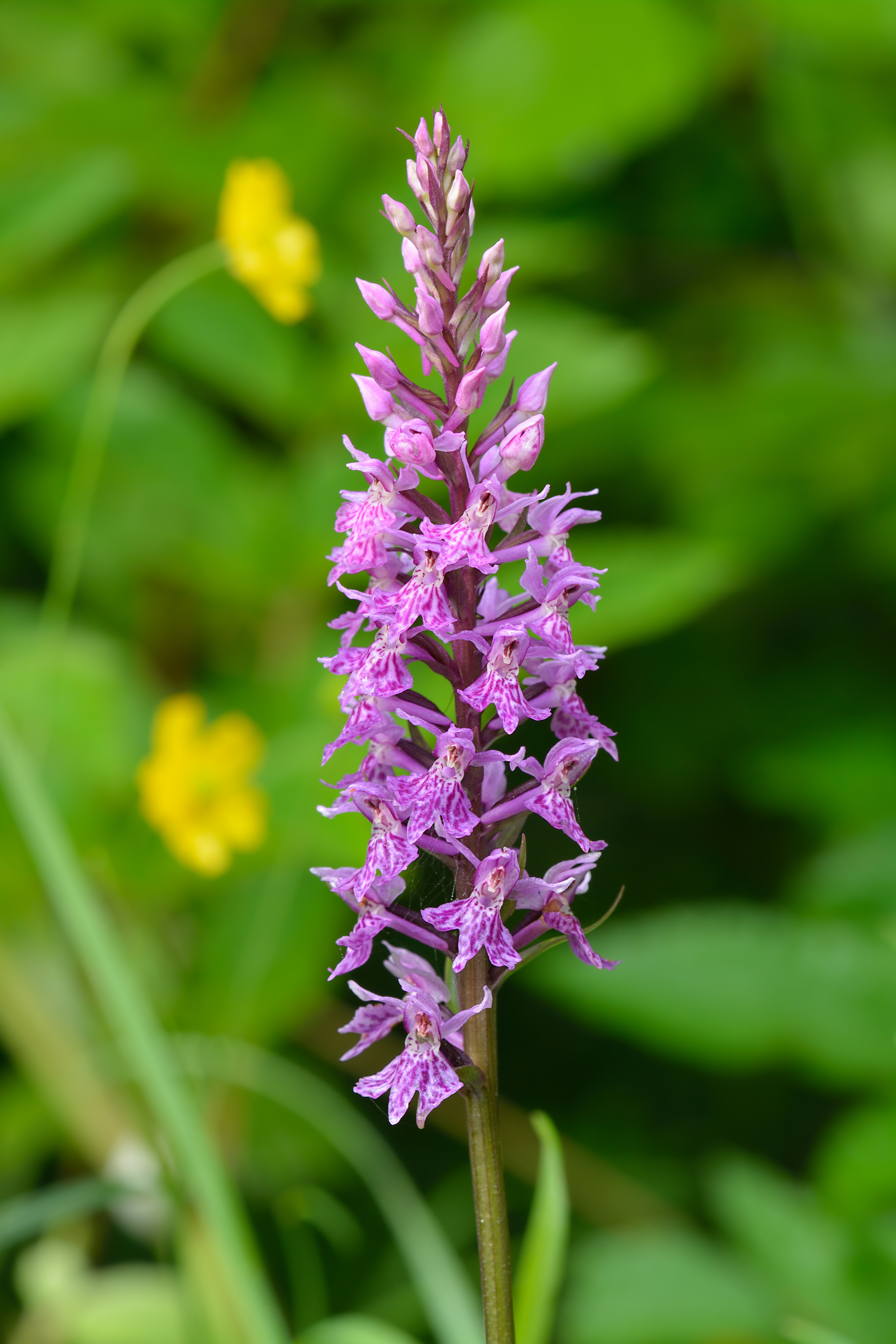
Skogsnycklar

## Skyddsvärden
Skogen i området är över 100 år och består till 40 % av lövträd vilket är ovanligt i detta område och resterande 60 % är barrträd.
Fältskikten består av storvuxna ormbunksväxter, fjälltolta, hallon, nordbräken och majbräken. Stora fältytor innehåller även blåsippa och skogsviol men det finns även kärlväxter såsom lopplummer, träjon, trolldruva, ögonpyrola, grönpyrola, skogssallat, grönkulla, skogsnycklar och nattviol.
Bottenskiktet består av vanlig bladmossa med stora mängder kammossa och lummermossa men även rosmossa och kranshakmossa.
Faunan är också rik och det förekommer gråspett, tretåig hackspett och mindre hackspett.
Skyddsvärden är främst kopplade till den stora andel lövträd samt att skogen är en naturskog med höga värden baserade på den rikliga floran och faunan.

## Bakgrund
Den som tog initiativ till naturområdet var Willy Karelius från Kitte. Willy var även drivande i arbetet med Berguv Nord.